# Szpileczka czerniejąca

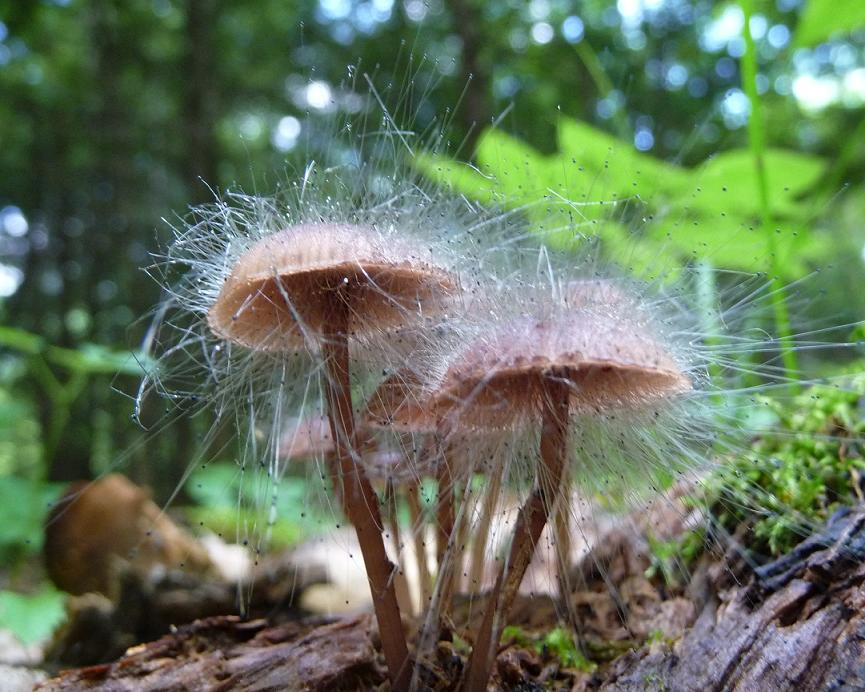

Szpileczka czerniejąca (Spinellus fusiger (Link) Tiegh.) – gatunek grzybów należący do typu Mucoromycota.

## Systematyka i nazewnictwo
Pozycja w klasyfikacji według Index Fungorum: Phycomycetaceae, Mucorales, Incertae sedis, Mucoromycetes, Mucoromycotina, Mucoromycota, Fungi.
Po raz pierwszy zdiagnozował go w 1824 r. Johann Heinrich Friedrich Link nadając mu nazwę Mucor fusiger. Obecną, uznaną przez Index Fungorum nazwę nadał mu w 1875 r. Philippe Van Tieghem.
Synonimy:
- Mucor fusiger Link 1824
- Mucor macrocarpus Corda 1838
- Mucor rhombosporus Ehrenb. 1818
- Phycomyces agaricicola Boedijn 1959
- Spinellus macrocarpus (Corda) P. Karst. 1878
- Spinellus macrocarpus f. angustatus Naumov 1954
- Spinellus macrocarpus (Corda) P. Karst. 1878 f. macrocarpus
- Spinellus rhombosporus (Ehrenb.) Pound 1894[2].

## Morfologia i rozwój
Morfologia
Grzybnia powietrzna na podłożu tworzy grubą, filcowatą opilśń, zwykle z 1–4 cierniowatymi gałązkami o grubości do 11 µm i długości 15–150 µm. Wyrastają z niej nierozgałęzione sporangiofory o wysokości 1–6 µm, u podstawy rozszerzone, proste, gładkie, brunatne. Zarodnie kuliste, czarne, o średnicy do 300 µm, z cienką, delikatną i szybko rozpływającą się błonką, wewnątrz z dużą, półkulistą, brunatnoczarną kolumellą. Zarodniki gładkie, brunatne lub niebieskoczarne, wąskowrzecionowate, z zaokrąglonymi końcami, czasami jednostronnie spłaszczone, 32–42 × 9–14 µm. Czarne, kuliste lub beczułkowate zygodpory o średnicy 180–400 µm tworza się na grzybni powietrznej. Suspensory silnie nabrzmiałe i niewiele cieńsze od zygospor.
Rozwój
Po zainfekowaniu grzyba przez zarodniki Spinellus fusiger we wnętrzu jego owocnika rozwija się grzybnia, która na kapeluszu grzyba wytwarza proste, wzniesione sporangiofory. Na ich szczycie rozwijają się zarodnie, w których powstają w wyniku rozmnażania bezpłciowego zarodniki. Są to tzw. aplanospory. Po dojrzeniu zarodniki stają się czarne, a ściana zarodni rozpuszcza się. Uwolnione zarodniki roznoszone są przez wiatr, wodę lub owady.
Grzyb mikroskopijny, do obserwowania szczegółów jego budowy niezbędny jest mikroskop. Rozmnaża się wyłącznie bezpłciowo. Jest homotaliczny, to znaczy, że w jego plesze brak zróżnicowania płciowego i wszystkie plechy tego gatunku mogą z sobą koniugować i wytwarzać zarodniki.

## Występowanie i siedlisko
Zanotowano występowanie Spinellus fusiger w Ameryce Północnej, Europie i Azji.
Grzyb nagrzybny będący bezwzględnym pasożytem innych grzybów – głównie grzybówek (Mycena), ale stwierdzono jego występowanie także na innych gatunkach grzybów: Gymnopus alkalivirens, łysostopek pospolity (Gymnopus dryophilus), łysostopek bursztynowy (Gymnopus ocior), monetnica maślana (Rhodocollybia butyracea) oraz niektórych gatunkach muchomorów (Amanita) i wodnich (Hygrophorus).